# Saint-Pierre-Tarentaine
Saint-Pierre-Tarentaine är en kommun i departementet Calvados i regionen Normandie i norra Frankrike. Kommunen ligger i kantonen Le Bény-Bocage som ligger i arrondissementet Vire. År 2018 hade Saint-Pierre-Tarentaine 376 invånare.

## Befolkningsutveckling
Antalet invånare i kommunen Saint-Pierre-Tarentaine
Referens:INSEE